# Holendry (Pierzchnica)
Pour les articles homonymes, voir Holendry.
Holendry est une localité polonaise de la gmina de Pierzchnica, située dans le powiat de Kielce en voïvodie de Sainte-Croix.